# Освіта в Російській імперії
Освіта в Російській імперії становила собою процес виховання та навчання, а також систему органів управління навчальними закладами у часі існування Російської імперії (1721 — 1917 роки). 
Якщо на початку існування імперії її освітня система забезпечувала, головним чином, лише елементарну грамотність дітей заможних верств населення, то в часі розпаду імперії освіта в Росії мала розвинутий ступеневий характер від початкових парафіяльних шкіл до університетів, а університети забезпечували своїм науково-педагогічним працівникам значні можливості для підвищення  освітнього рівня, в тому числі й шляхом тривалих наукових відряджень до університетів західноєвропейських.
Освіта в Російській імперії була важливою складовою соціальної та культурної системи цього часу. Основна мета освіти там полягала у формуванні громадянської свідомості та підготовці кадрів для державної служби, а також забезпечення потреб промисловості та адміністративних структур.
Система освіти в Російській імперії була досить ієрархічною. Найвищий рівень освіти зазвичай був доступний лише знатним родинам та представникам духовенства. Це включало університети, де навчання велося переважно за класичними програмами з фокусом на гуманітарні науки, філософію, теологію тощо.
Для широких мас населення існувала мережа церковних та домашніх шкіл, а також парафіяльних шкіл, де зазвичай викладали основи читання, письма та рахунку. Однак рівень освіти серед селянства і робітників залишався низьким через обмежений доступ до навчальних закладів та економічні обмеження.
У 19 столітті відбулися певні зміни в системі освіти, такі як створення технічних та професійних навчальних закладів, а також розширення мережі народних шкіл. Але загалом, освіта залишалася певним чином привілейованою і доступною обмеженому колу людей.